# Lucilia chrysis
Lucilia chrysis este o specie de muște din genul Lucilia, familia Calliphoridae, descrisă de Robineau-desvoidy în anul 1863.
Este endemică în Franța. Conform Catalogue of Life specia Lucilia chrysis nu are subspecii cunoscute.